# リン・リード・バンクス
リン・リード・バンクス（Lynne Reid Banks、1929年7月31日 - 2024年4月4日）は、イギリスの児童文学作家、小説家。
バンクスは40以上の作品を出版し、その内の『小さなインディアンの秘密』に始まる「リトルベアーの冒険」シリーズは1000万部以上売り上げ、1995年にはフランク・オズ監督の下映画化された。

## 略歴
1929年ロンドンにおいて、ジェイムズ、ミュリエル・リード・バンクス夫妻の唯一の子供として生まれる。第二次大戦中はカナダサスカチュワン州サスカトゥーンへ疎開し、戦後イギリスへと戻る。サリー州の聖テレサスクールへ入学。
作家になる以前、女優として活動しており、またテレビ局の記者としても働き、イギリスで最初の女性記者の一人であった。第一長編 The L-Shaped Room (1960) はすぐにベストセラーとなる。
1962年イスラエルへ移住。イスラエル北部にあるキブツヤスールで教鞭を執る。1965年彫刻家 Chaim Stephenson と結婚。彼との間に3人の息子をもうける。1971年イギリスへ帰還。後は夫と共にドーセット州に住んでいた。
2024年4月4日の午後にがんにより死去。94歳没。

## 主な作品

### 児童文学
- リトルベアーの冒険
  - 小さなインディアンの秘密 (The Indian in the Cupboard 1980)
  - リトルベアーとふしぎなカギ (The Return of the Indian 1985)
  - リトルベアーのふしぎな旅 (The Secret of the Indian 1989)
  - The Mystery of the Cupboard (1992)
  - The Key to the Indian (1998)
- Broken Bridge - 1994年カーネギー賞ショートリスト
- Harry the Poisonous Centipede
  - Harry the Poisonous Centipede (1997)
  - Harry the Poisonous Centipede's Big Adventure (2001)
  - Harry the Poisonous Centipede Goes to Sea (2006)
- 王宮のトラと闘技場のトラ (Tiger, Tiger 2004)

### 普通小説
- The L-Shaped Room 三部作
  - The L-Shaped Room (1960)
  - The Backward Shadow
  - Two is Lonely the third book in the L-Shaped Room trilogy.

### ノンフィクション
- Letters to My Israeli Sons (1979)
- Torn Country (1982)